# Primula denticulata
Primula denticulata là một loài thực vật có hoa trong họ Anh thảo. Loài này được James Edward Smith miêu tả khoa học đầu tiên năm 1806.

## Hình ảnh

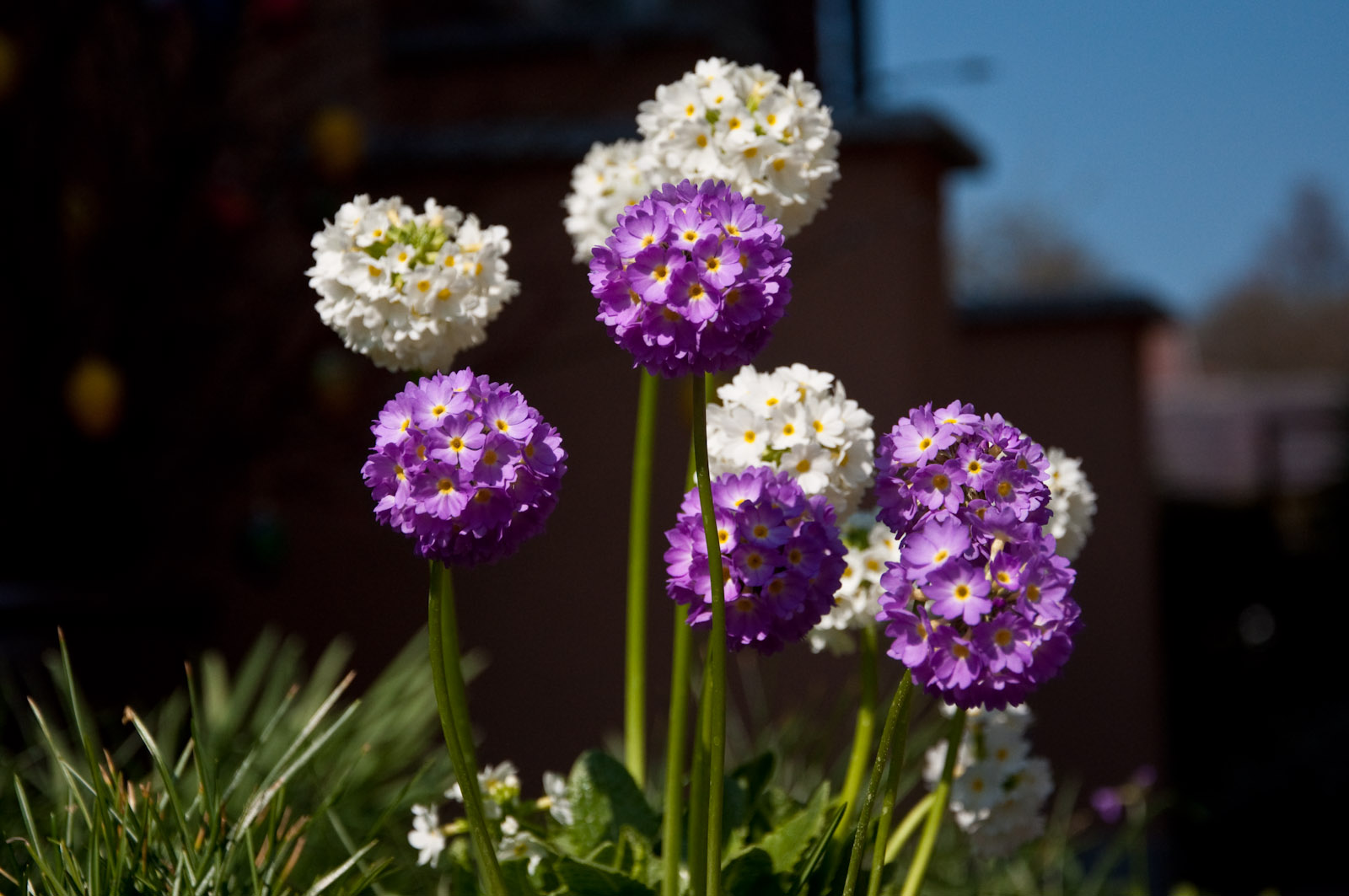
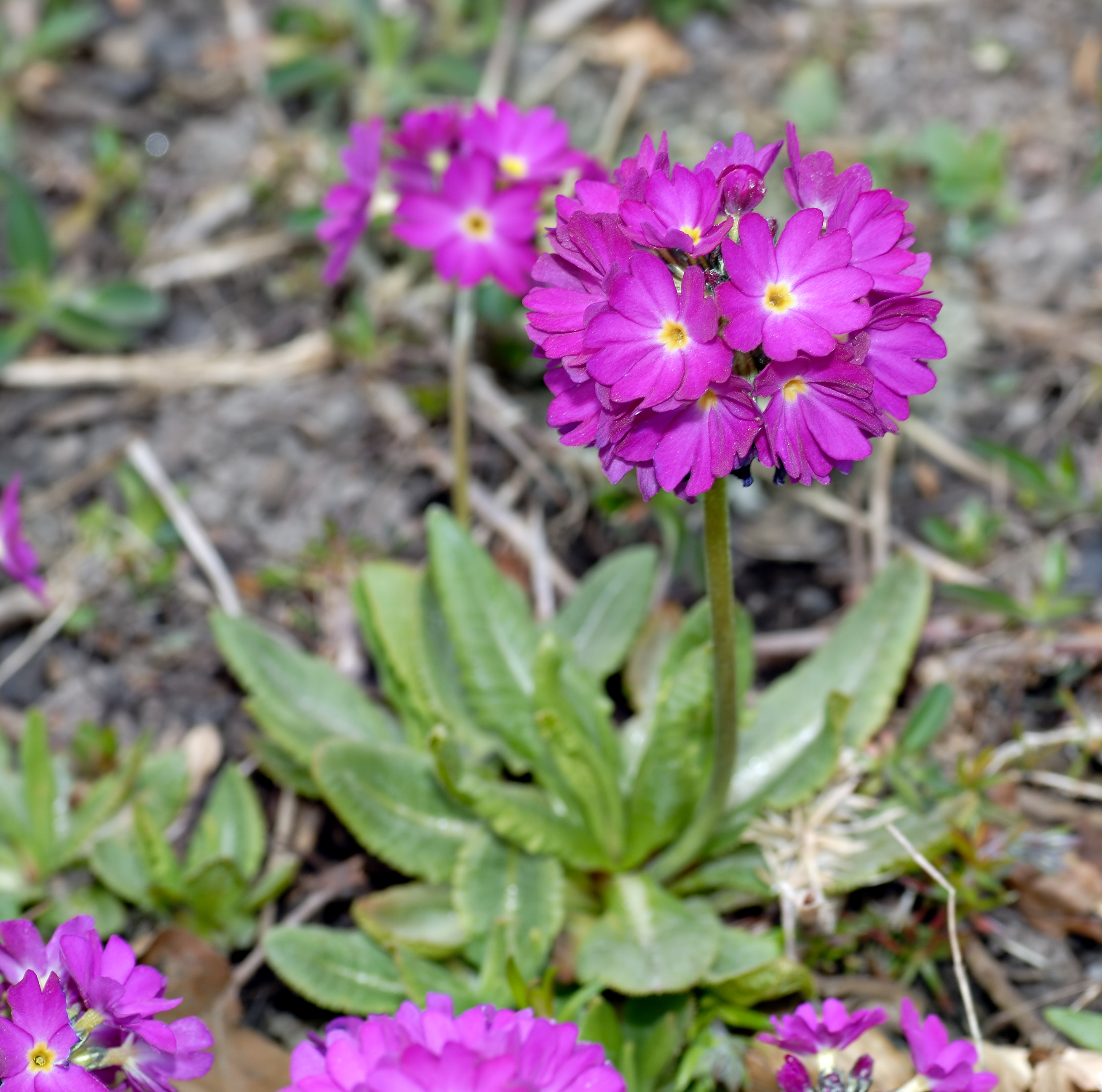
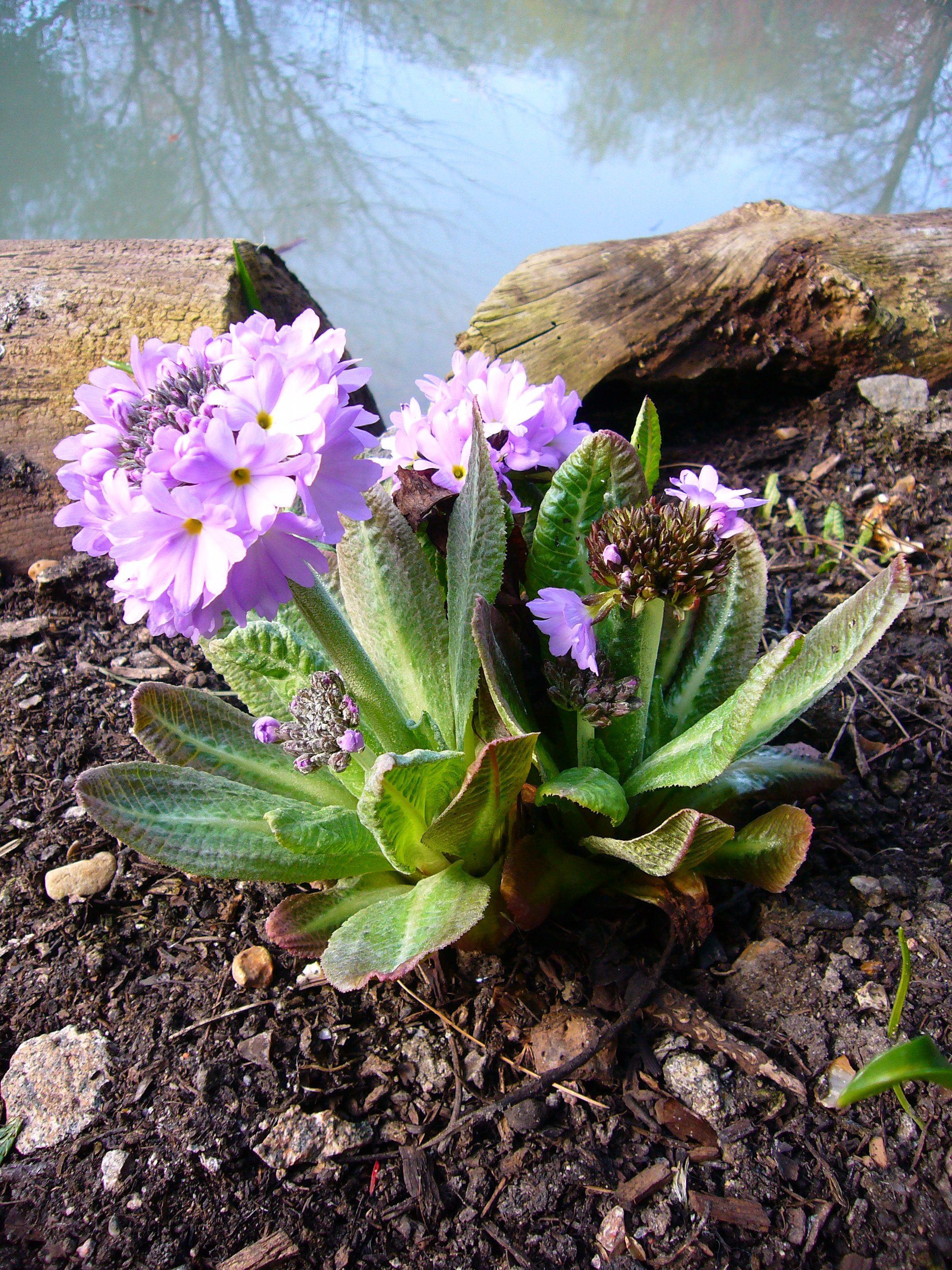
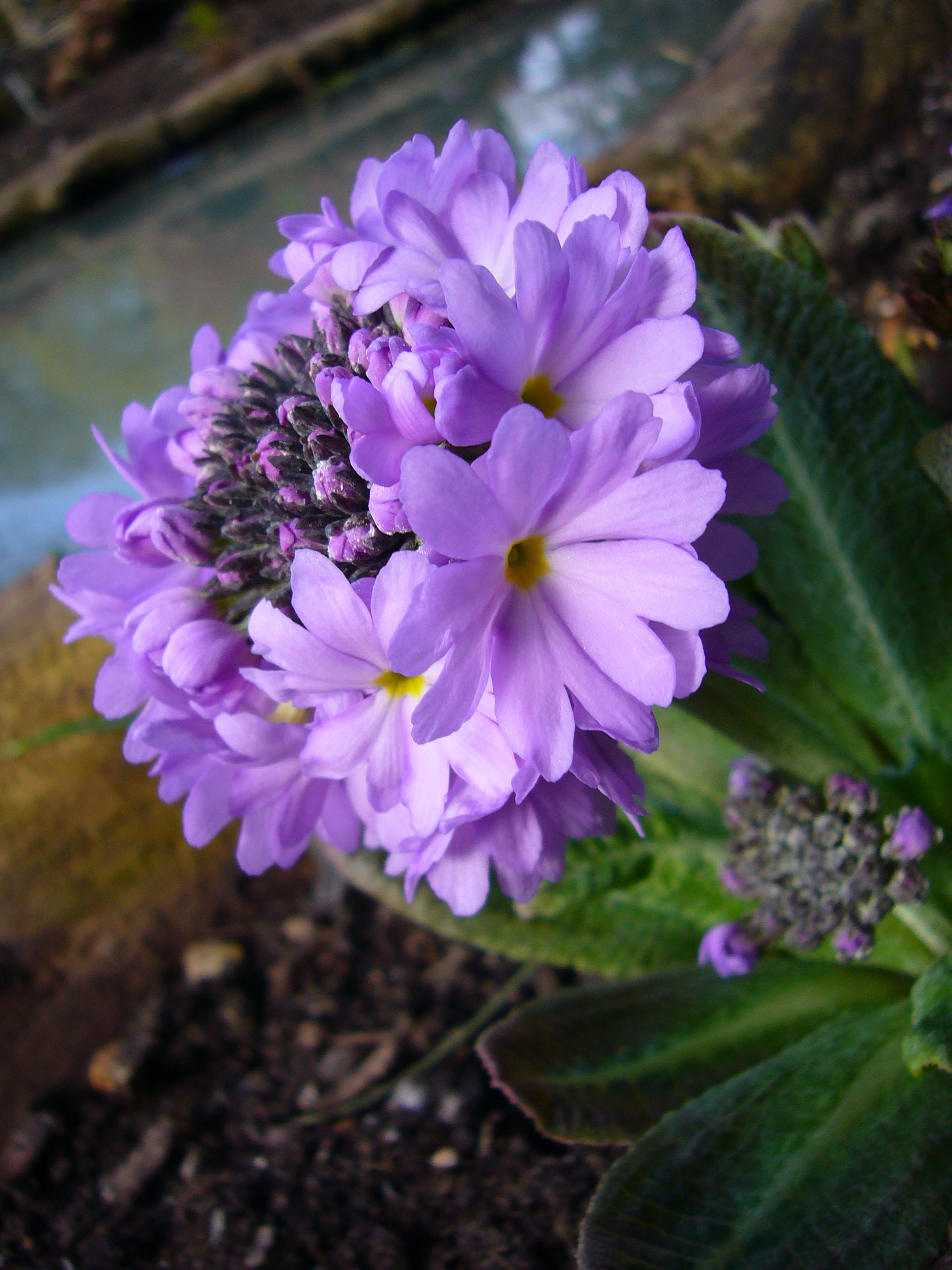